# اورخوف (ناحیه اوهرسکه هرادیشتی)
اورخوف (به چکی: Ořechov) یک منطقهٔ مسکونی در جمهوری چک است که در ناحیه اوهرسکه هرادیشتی واقع شده‌است. اورخوف ۵٫۹۳ کیلومتر مربع مساحت و ۹۷۲ نفر جمعیت دارد و ۲۵۸ متر بالاتر از سطح دریا واقع شده‌است.